# Barbodes pachycheilus
Barbodes pachycheilus là một loài cá vây tia thuộc họ Cyprinidae. Chúng là loài đặc hữu của Philippin.